# O du saliga, o du heliga
O du saliga, o du heliga är en julpsalm där första versen är skriven av Johannes Daniel Falk 1816, verserna 2-3 av Johann Christoph Heinrich Holzschuher 1829. Svensk översättning 1859. Bearbetad för 1937 års psalmbok och i samma tappning i 1986 års psalmbok. 
Melodin är ursprungligen italiensk från 1700-talet, möjligen publicerad i London första gången 1792. I Koralbok för Nya psalmer, 1921 anges ursprunget vara mer preciserat som en siciliansk melodi.
I boken "Jul i Bullerbyn" från 1963 av Astrid Lindgren sjunger barnen sången vid julkrubban.

## Publikation
- Stockholms söndagsskolförenings sångbok 1882 som nr 15 med tre verser, under rubriken "Julsånger".
- Herde-Rösten 1892 som nr 436 under rubriken "Jul-sånger"
- Svensk söndagsskolsångbok 1908 som nr 23 under rubriken "Julsånger".
- Svenska Missionsförbundets sångbok 1920 som nr 89 under rubriken "Jesu födelse"
- Nya psalmer 1921 som nr 516 under rubriken "Kyrkans högtider: Jul".
- Svenska Frälsningsarméns sångbok 1922 som nr 28 under rubriken "Högtider, Jul".
- Svensk söndagsskolsångbok 1929 som nr 40 under rubriken "Advents- och julsånger"
- Frälsningsarméns sångbok 1929 som nr 541 under rubriken "Högtider och särskilda tillfällen - Jul"
- Musik till Frälsningsarméns sångbok 1930 som nr 541
- Segertoner 1930 som nr 110
- Sionstoner 1935 som nr 165 under rubriken "Jul".
- Guds lov 1935 som nr 34 under rubriken "Advents- och julsånger".
- 1937 års psalmbok som nr 53 under rubriken "Jul".
- Förbundstoner 1957 som nr 39 under rubriken "Guds uppenbarelse i Kristus: Jesu födelse".
- Segertoner 1960 som nr 110
- Frälsningsarméns sångbok 1968 som nr 599 under rubriken "Jul"
- Den svenska psalmboken 1986 som nr 127 under rubriken "Jul".
- Finlandssvenska psalmboken 1986 som nr 28 under rubriken "Jul".
- Lova Herren 1988 som nr 53 under rubriken "Jul".
- Julens önskesångbok, 1997, under rubriken "Traditionella julsånger", angiven som "Siciliansk julvisa".

### Fotnoter
1. ↑  Jul i Bullerbyn, Astrid Lindgren, Rabén & Sjögren, 1963